# Abdij Notre-Dame de Clairefontaine
De Abdij Notre-Dame de Clairfontaine (Frans: Abbaye Notre-Dame de Clairefontaine), , is gelegen in Cordemois. Dit gehucht ligt op drie km van de stad Bouillon in de Belgische provincie Luxemburg, aan de oevers van de Semois. Het is een abdij van cisterciënzer religieuzen waarvan de stichtingsakte teruggaat tot 1845 aan het hof van Cour Pétral. Ze wordt ook vaak abdij van Cordemois genoemd. 

## Historiek
Te Clairefontaine, dichtbij Aarlen, zijn vandaag nog de ruïnes te zien van de voormalige abdij van Clairefontaine. Deze abdij werd in 1216 gesticht door gravin Ermesinde II van Namen en in 1794 vernietigd door de Franse revolutionairen. Sinds 1933 zetten de religieuzen in Cordemois de traditie verder van deze voormalige abdij.

## Bouw van de abdij
Het klooster is gesticht in 1845 aan het Cour de Pétral in het bisdom Chartres waar de religieuzen vandaan kwamen en in 1933 kreeg het klooster de titel van abdij overgeërfd van de 13e-eeuwse abdij van Clairefontaine nabij Aarlen. Deze abdij werd gelijktijdig met de abdij van Orval door de Franse revolutionairen vernietigd. Na de wederoprichting van de abdij van Orval (1926-1935) brachten de hoofdrolspelers ook Clairefontaine weer tot leven in een nieuwe omgeving: de Semoisvallei.
De moderne abdijgebouwen zijn een uitzonderlijke realisatie van de architect de abdij van van Orval, Henri Vaes. De gebouwen zijn mooi geïntegreerd in de groene omgeving. Henri Vaes tekende de plannen in 1935, waarbij hij harmonisch het verheffende en het moderne combineerde. 

## Cultureel patrimonium
Fresco's zijn te zien in het buitenklooster dat naar de abdijkerk leidt en in de kerk bevinden zich brandglasramen van Eugeen Yoors, van Colpaert en Géo De Vlamynck.

## Sluiting
De Orde van de Cisterciënzers van de Strikte Observantie (Trappisten) kondigde in 2017 bij monde van Dom Armand Veilleux, abt van de abdij Notre-Dame de  Scourmont (Chimay) de sluiting van de abdij aan "ten gevolge van de ernstige spanning in de schoot van de gemeenschap".

## Galerij

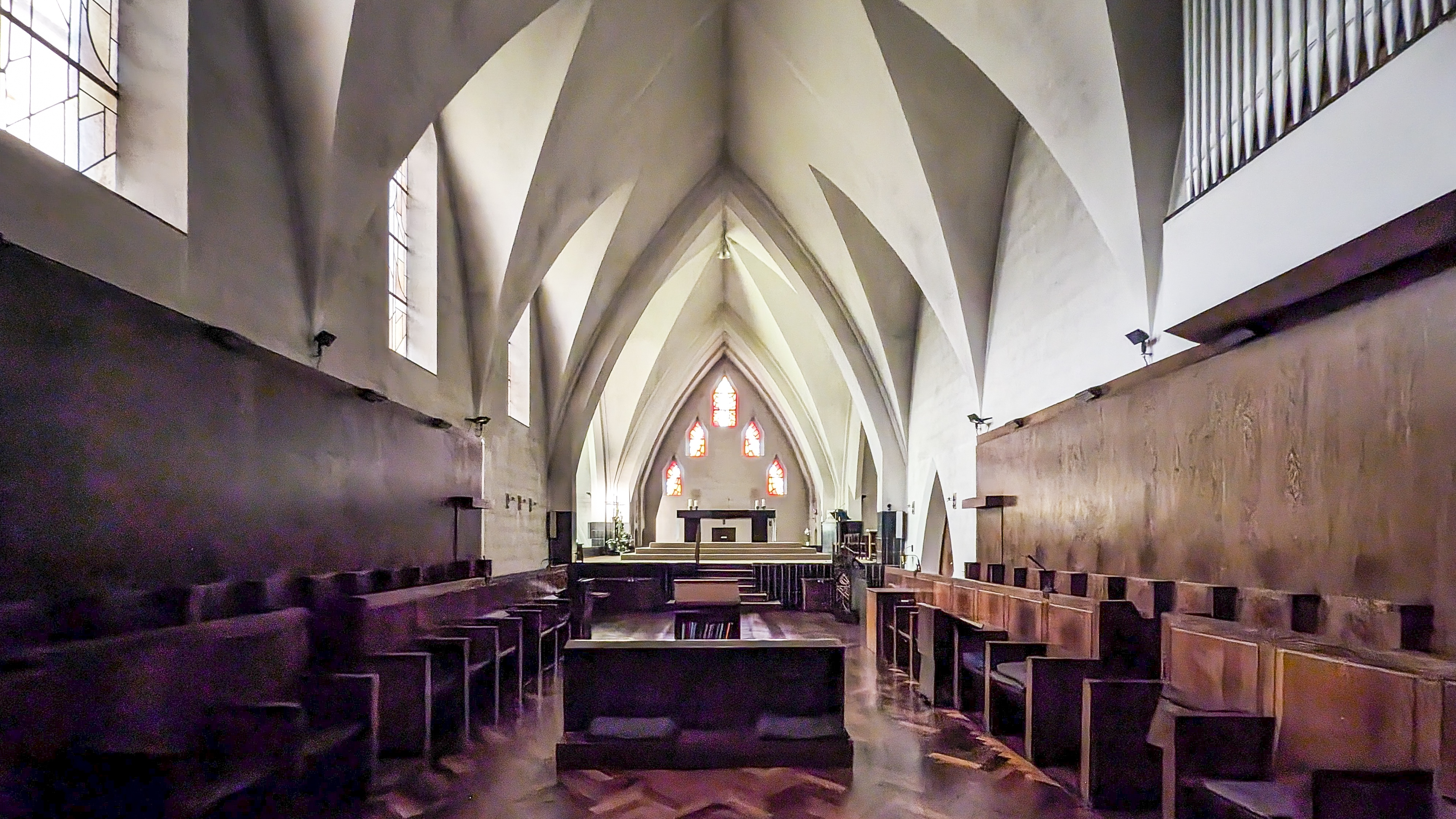
Abdijkerk
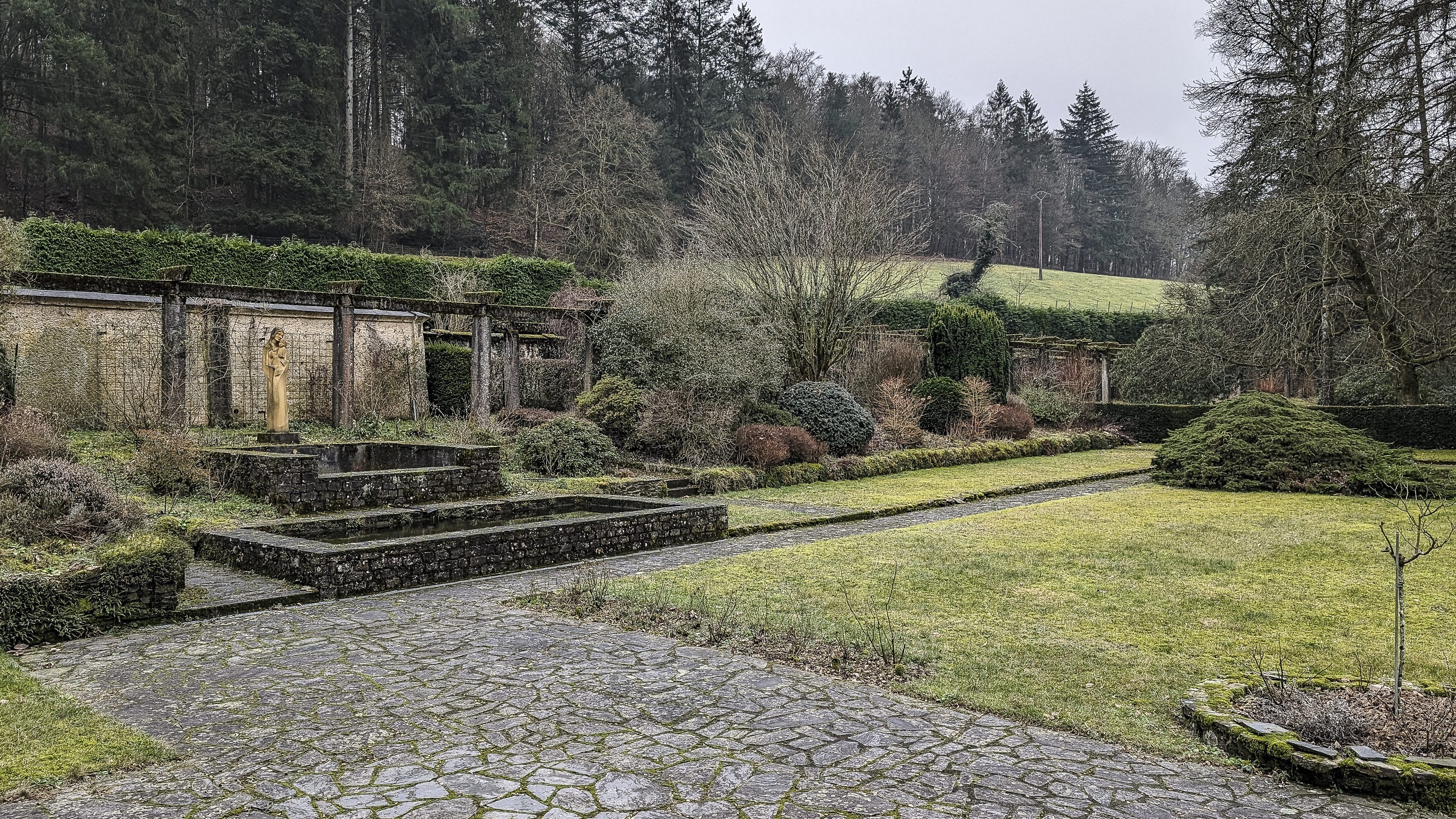
Tuin
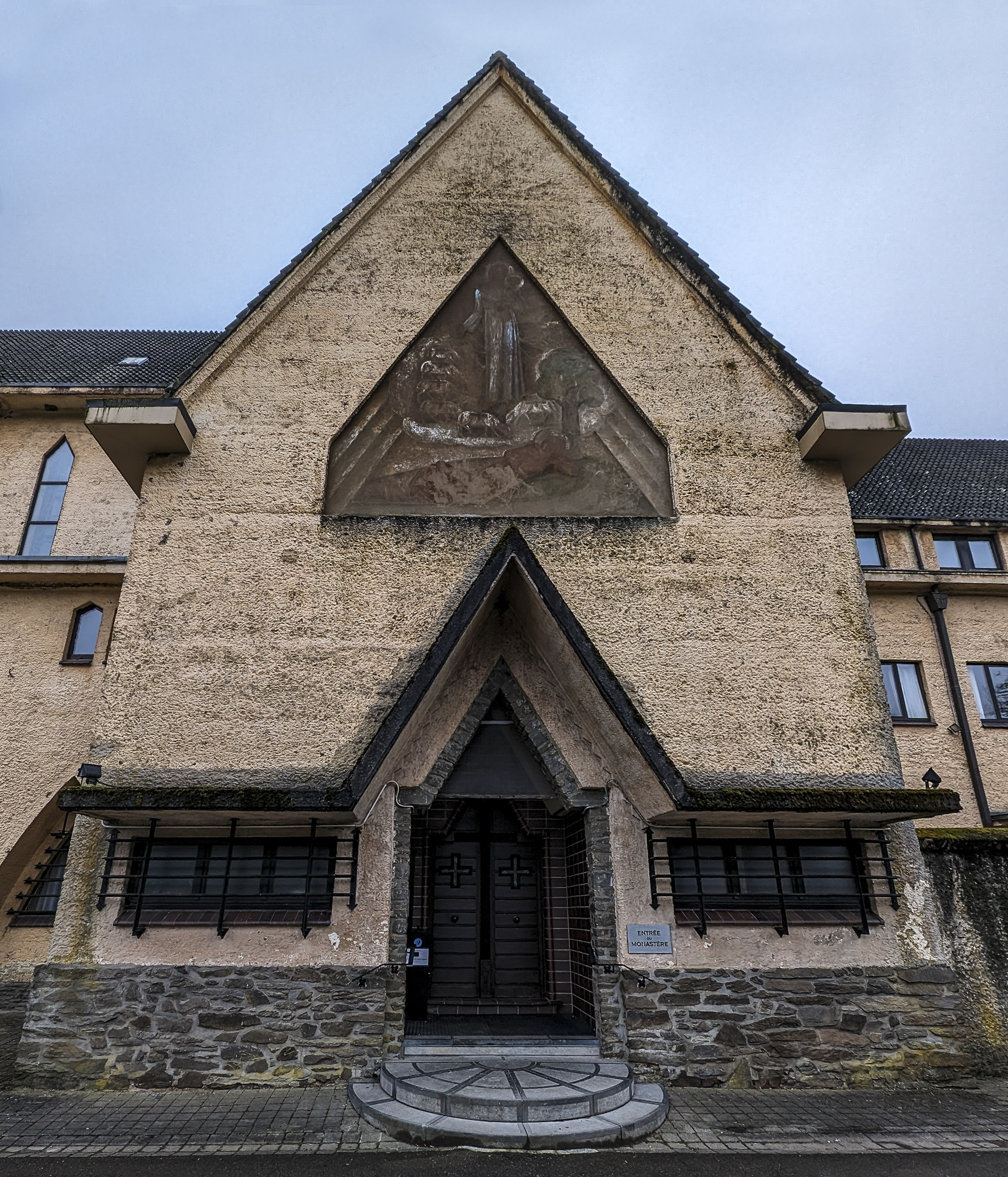
Portaal